# Nathalie Sidibé
Nathalie Sidibé, née en 1988 dans la région de Kayes (sud ouest du Mali), est une cartographe, entrepreneure et activiste du numérique malienne.
Après une formation en langues et comptabilité, elle découvre en 2014 le projet OpenStreetMap (OSM) qui la conduit à se réorienter dans la cartographie numérique. Cofondatrice de OpenStreetMap Mali, pionnière dans cette branche du numérique au Mali, elle mène plusieurs projets de développement grâce à la cartographie participative et libre sur OSM. Militante en faveur des données ouvertes (OpenData), engagée pour la démocratie et la bonne gouvernance et l'amélioration des conditions économiques et sociales des femmes  au Mali, elle est citée parmi les 21 femmes qui font bouger le monde de la technologies de l'information et de la communication en Afrique en 2020.

## Biographie
Nathalie Sidibé, est née en 1988 dans la région de Kayes (Mali). Aînée d'une famille de six enfants, elle perd son père à 12 ans, ce qui la conduit à travailler très jeune avec sa mère et à l'épauler dans les tâches domestiques. Après une formation de linguiste à la Faculté des lettres et des sciences humaines de Bamako, elle entre à l’École supérieure de gestion des informations et de comptabilité (ESGIC) de Bamako.
Elle milite dans des associations de jeunes pour la démocratie, la bonne gouvernance de l’État et l’autonomie de la femme. C'est dans ce cadre qu'elle est invitée à une formation en 2014 sur OpenStreetMap. Elle découvre la carte libre et collaborative mondiale qui « change sa vie ». Elle suit une formation en aménagement du territoire et se reconvertit dans le domaine de la cartographie et des systèmes d’information géographique,. Nathalie Sidibé fait partie des membres fondateurs d'OpenStreetMap Mali,.

## Carrière

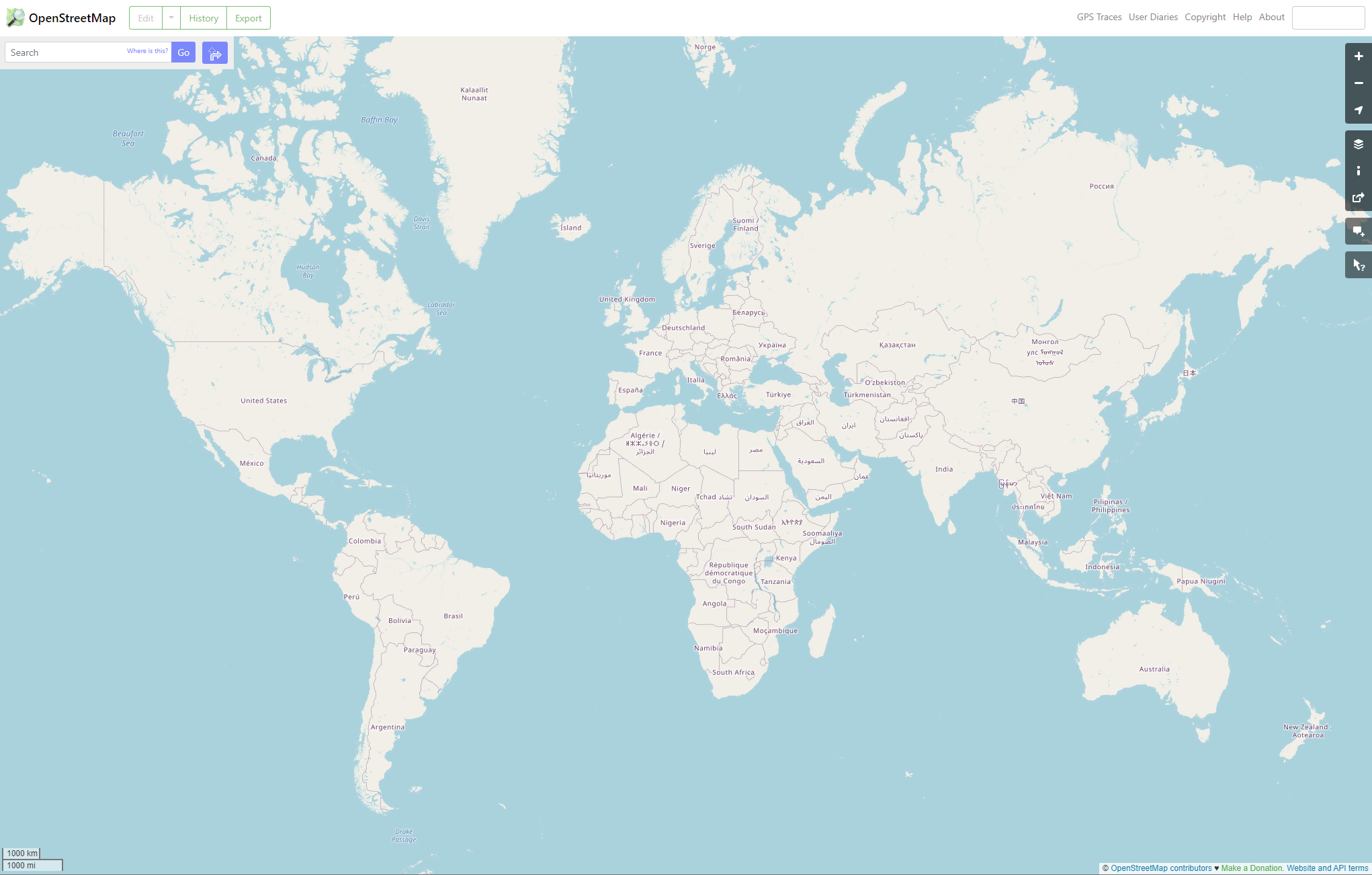
La carte mondiale d'OpenStreetMap

Entrepreneure et cartographe, Nathalie Sidibé créée la start-up Data Tic Consulting. L'entreprise est liée à l'association OpenStreetMap Mali, dont elle met notamment en avant les compétences techniques de ses membres. Elle intervient comme formatrice, consultante en cartographie numérique, systèmes d’information géographique et analyse de données. Grâce aux financements qu'elle obtient de la Banque mondiale, du Programme des Nations unies pour le développement, et de plusieurs associations, elle cartographie les villes et zones rurales du Mali sur OpenStreetMap,. En 2021, elle estime que 80% des routes maliennes sont cartographiées sur la carte libre et collaborative OSM, ce qui permet de faciliter les déplacements dans les zones mal connues.

Avec son équipe, elle conçoit une base de données géolocalisées des équipements publics (santé, école, drainage, déchets...) dans le cadre du programme de la Banque mondiale OpenCities Africa,. Elle pointe l'intérêt de ces données en libre accès pour la planification, le développement durable et la sécurisation du territoire,. Le projet forme au numérique la jeunesse avec l'objectif de leur permettre un meilleur accès à l'emploi.

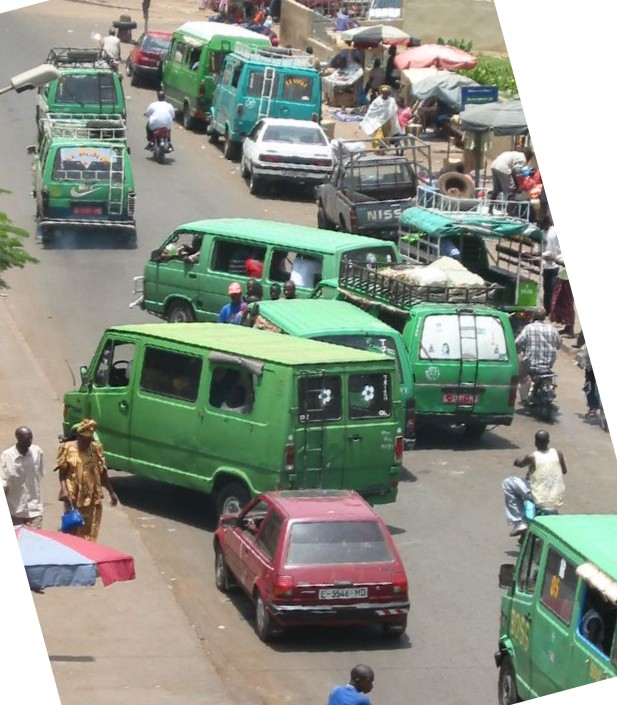
Des Sotramas à Bamako en 2003.

Afin de faciliter les déplacements, elle est à l'origine, avec son équipe, de la cartographie sur OpenStreetMap des arrêts en Sotrama (minibus maliens de transports collectifs) et des centaines de trajets existants à Bamako. Ces transports sont majoritairement utilisés par des personnes précaires. Leur cartographie permet de mieux connaître les itinéraires de ces transports, le prochain arrêt et de limiter les questions d'argent[Quoi ?].
Elle initie le premier site internet de suivi de l’aide au développement qui vise à lutter contre la corruption et l’enrichissement illicite, SAID Mali.

## Distinction
En 2019, elle reçoit un prix pour son engagement pour ouvrir OSM à une plus grande communauté. En 2020, elle est citée parmi les 21 femmes qui font bouger le monde de la Tech en Afrique. En 2021, elle est lauréate de Connexions citoyennes pour le développement d'initiatives innovantes.

## Engagement
Nathalie Sidibe fait partie des membres fondateurs d'OpenStreetMap Mali,. Elle assure la présidence de l'association et sa promotion, au Mali et dans toute l'Afrique, et organise de nombreuses formations gratuites dans le domaine,. Un temps membre du conseil d'administration de l'Humanitarian OpenStreetMap Team (HOST), elle est présidente d'OpenStreetMap Girls (communauté animée via Facebook), collectif de jeunes femmes leaders en Afrique dans les TICS.
Elle milite pour l'ouverture des données en "open data" afin de favoriser la transparence et une meilleure efficience des financements.
Nathalie Sidibe s'est exprimée à plusieurs reprises contre la corruption en politique et pour la démocratie au Mali. En 2012, elle initie à Kayes un tournoi sportif à son nom, la « Coupe Nathalie Sidibé » qui vise à favoriser l'interconnaissance et la paix au Mali.
Elle milite contre les violences basées sur le genre ainsi que pour davantage de place pour les femmes dans la vie active et le numérique,,,,.